# Cristian Mini
Cristian Mini (Forlì, 4 aprile 1972) è un cantautore e attore italiano, leader del gruppo musicale Canclan. Interprete, tra l’altro, dei ruoli di Clopin e Frollo nello spettacolo Notre Dame de Paris di Riccardo Cocciante.

## Biografia
Nel 1991 si diploma all'Istituto d'arte e nello stesso anno partecipa al Festival di Castrocaro Terme, dove concorre alla gara insieme a Bracco Di Graci e Laura Pausini. Si iscrive all'università e nel 1999 si laurea al DAMS di Bologna con una tesi sul neorealismo italiano e il fotoromanzo, lavoro selezionato al “Premio Sacchi” per le migliori tesi sul cinema e che poi, nel 2000, gli vale una pubblicazione del relativo saggio sulla rivista Cinergie.
Nel 2002 entra nel cast di Notre Dame de Paris, lo spettacolo di Riccardo Cocciante, e debutta al Gran Teatro di Roma nel ruolo di Clopin. Così si esibisce in Italia per tre anni e poi nel nuovo tour del 2009 arrivando a 350 repliche. Spettacolo nel quale debutterà nuovamente dal 2019 nel ruolo di Frollo.
Nello stesso periodo incide "Oltre i limiti", canzone di chiusura dello spettacolo dei Kataklò "Livingston".
Sempre nel 2005 riunisce la sua band e fonda i Canclan (Cantautori Clandestini) con i quali comincia una prolifica attività musicale che lo porterà a realizzare quattro album, con gli ultimi due interamente composti da sue canzoni.
Nel 2007 è il protagonista dell'opera musicale di Antonio Maiello Federico II – la danza del falcone.
Contemporaneamente continua lo studio della recitazione, con il corso di perfezionamento attori dell'Accademia d'Arte drammatica Silvio D'Amico.
Così inaugura l'attività di attore con la partecipazione a varie fiction televisive, tra cui "Raccontami" con Massimo Ghini, "Ho sposato uno sbirro" e il film per Rai 1 di Pupi Avati, "Il bambino cattivo", “Il bello delle donne”, “Il paradiso delle signore 3”, la serie Vita da Carlo 3 di Carlo Verdone, il film tv per la Rai “Non muoio neanche se mi ammazzano - Giovannino Guareschi”, con la regia di Andrea Porporati. 
Nel 2009 è il protagonista di due spot pubblicitari di Sky tv. Nel 2010 viene chiamato da Michele Guardì per interpretare i ruoli di "Conte Attilio" e di "Avvocato Azzeccagarbugli" nel musical "I promessi sposi" per l'evento allo stadio di San Siro e la lunga tournée teatrale del 2011-12.
Nel 2014 esce il suo primo album di inediti con i Canclan, "Mondo nuovo", di cui è autore di tutte le canzoni. Nel 2016 collabora artisticamente con Beppe Carletti, storico fondatore dei Nomadi, che suona la fisarmonica nel singolo "Aiutami a capire", brano che da anche il titolo al secondo lavoro musicale come cantautore. Nel 2019 ritorna nel cast di Notre dame de Paris col nuovo ruolo di Frollo, grazie al quale, nel 2022, ha raggiunto le 472 repliche personali nel corso della tournée del ventennale.  Nel 2024 comincia una nuova avventura teatrale, entrando nel cast de I tre moschettieri - opera pop, con il ruolo di Richelieu, con le musiche di Gio Di Tonno e la regia di Giuliano Peparini.

## Discografia

### Album
- Pao Pao - Briciole di scandalo (1992)
- Semprenoi - Vieni via con me (2001)
- I promessi sposi - Opera moderna (2010)
- Canclan - Benedetta natura (2010)
- Canclan - Mondo nuovo (2014)
- Canclan - Aiutami a capire (2016)

## Filmografia
- Raccontami, regia di Riccardo Donna (2006)
- Ho sposato uno sbirro, regia di Corrado Elia (2007)
- Silvia è tornata, (cortometraggio) regia di.       Nefeli Sarri (2010)
- Il bambino cattivo, regia di Pupi Avati (2014)
- Un viaggio di cento anni, regia di Pupi Avati (2015)
- Il bello delle donne... alcuni anni dopo, regia di Eros Puglielli (2016)
- Il paradiso delle signore – serie TV (2018)
- Vita da Carlo (terza stagione) - regia di             Carlo Verdone (2024)
- Giovannino Guareschi - Non muoio neanche se mi ammazzano - regia, A. Porporati (2025)

## Videografia
- Notre Dame de Paris Live dall'Arena - DVD 2, interviste al cast (2002)
- Canclan - Cantautori Clandestini live - Teatro Verdi di Cesena (2009)
- I Promessi Sposi - Opera Moderna live - Stadio di San Siro (2010)
- I Promessi Sposi - Opera Moderna live - Teatro Arcimboldi (2012)

## Tour
- Notre Dame de Paris - ruolo: “Clopin” (dal 2002 al 2005 e nel 2009)
- Canclan - Cantautori Clandestini tour (dal 2006 al 2008)
- I promessi sposi - Opera moderna. Stadio di San Siro e tour teatrale, ruoli: “Conte Attilio” e “Avvocato Azzeccagarbugli” (2010-2012)
- Canclan - Benedetta natura tour (dal 2010 al 2012)
- Canclan - Mondo nuovo tour (dal 2013 al 2015)
- Canclan - Aiutami a capire tour (2016-2019)
- Notre Dame de Paris - ruolo: “Frollo” (2019-2022)
- I tre moschettieri - Opera Pop, di G. Di Tonno e A. Di Zio, regia di Giuliano Peparini (dal 2024)